# Emanuel Herrera
Emanuel Herrera est un footballeur argentin né le 13 avril 1987 à Rosario. Il évolue au poste d'avant-centre au Deportivo Ñublense.
Il est formé au CA Rosario Central et commence sa carrière professionnelle au Chacarita Juniors en 2008. Après une saison où il joue très peu, il part pour le CS Italiano puis pour le Patronato de Paraná, où il n'arrive pas à s'imposer.
En 2011, il s'expatrie au Chili au CD Concepción où il s'impose en Primera B Chilena (deuxième division chilienne), avant de signer au CD Unión Española afin de pouvoir jouer en Primera División du Chili et en Copa Libertadores. 
Dès la saison suivante, il rejoint l'Europe en signant au Montpellier HSC, le champion de France en titre où il ne s'impose pas, il est prêté en janvier 2014 au club mexicain de Tigres UANL puis signe au CS Emelec où il a l'occasion d´être sacré deux fois champion d'Équateur en 2014 et 2015.
Prêté en 2017 tantôt au FBC Melgar (Pérou) et au Lobos BUAP (Mexique), il revient au Pérou pour signer en décembre 2017 pour le Sporting Cristal. Il y remporte le championnat l'année suivante avec en prime le titre de meilleur buteur de la saison (40 buts).

## Carrière

### Débuts en Argentine
Emanuel Herrera intègre en 2004 le centre de formation du club de sa ville natale, le Rosario Central. 
À 21 ans, et sans avoir pu s'imposer en équipe première, il quitte son club formateur et est prêté en 2008 au Chacarita Juniors qui évolue en deuxième division argentine. Il y joue très peu et est de nouveau prêté l'année suivante au CS Italiano, puis en 2010 pour au Patronato de Paraná où il a également du mal à s'imposer. Ses trois saisons en Argentine sont un échec avec seulement 16 matches sans aucun but marqué. Il décide alors d'aller au Chili sur les conseils de son agent.

### Passage au Chili
Emanuel Herrera s'engage en 2011 pour le CD Concepción en Primera B Chilena (deuxième division chilienne). Titulaire, il est le meilleur buteur des tournois d'ouverture (11 buts) et de clôture (16 buts) de la saison. Son club manque la montée pour deux points en fin de saison et il décide alors de signer au CD Unión Española qui évolue en Primera División Chilena.
Il confirme à l'échelon supérieur en inscrivant 11 buts en 21 matches de championnat. Emanuel Herrera atteint également avec son club les huitièmes de finale de la Copa Libertadores 2012 où le CD Unión Española est battu, cinq à trois sur les deux matchs, par Boca juniors, finaliste de l'épreuve. Emanuel Herrera inscrit dans cette compétition 5 buts en 10 rencontres. Les supporters le surnomment alors « el Tanque » (le Tank en français).

### Montpellier HSC
Le 6 juillet 2012, il signe un contrat de trois ans au Montpellier Hérault Sport Club, le champion de France en titre où il succède au poste d'avant-centre à Olivier Giroud. L'entraîneur montpelliérain, René Girard, déclare alors : « C’est un garçon qui est très bon dos au but. C’est un joueur de surface, un chasseur de but. Il est toujours bien placé. Il a le même profil qu’Higuaín. ».

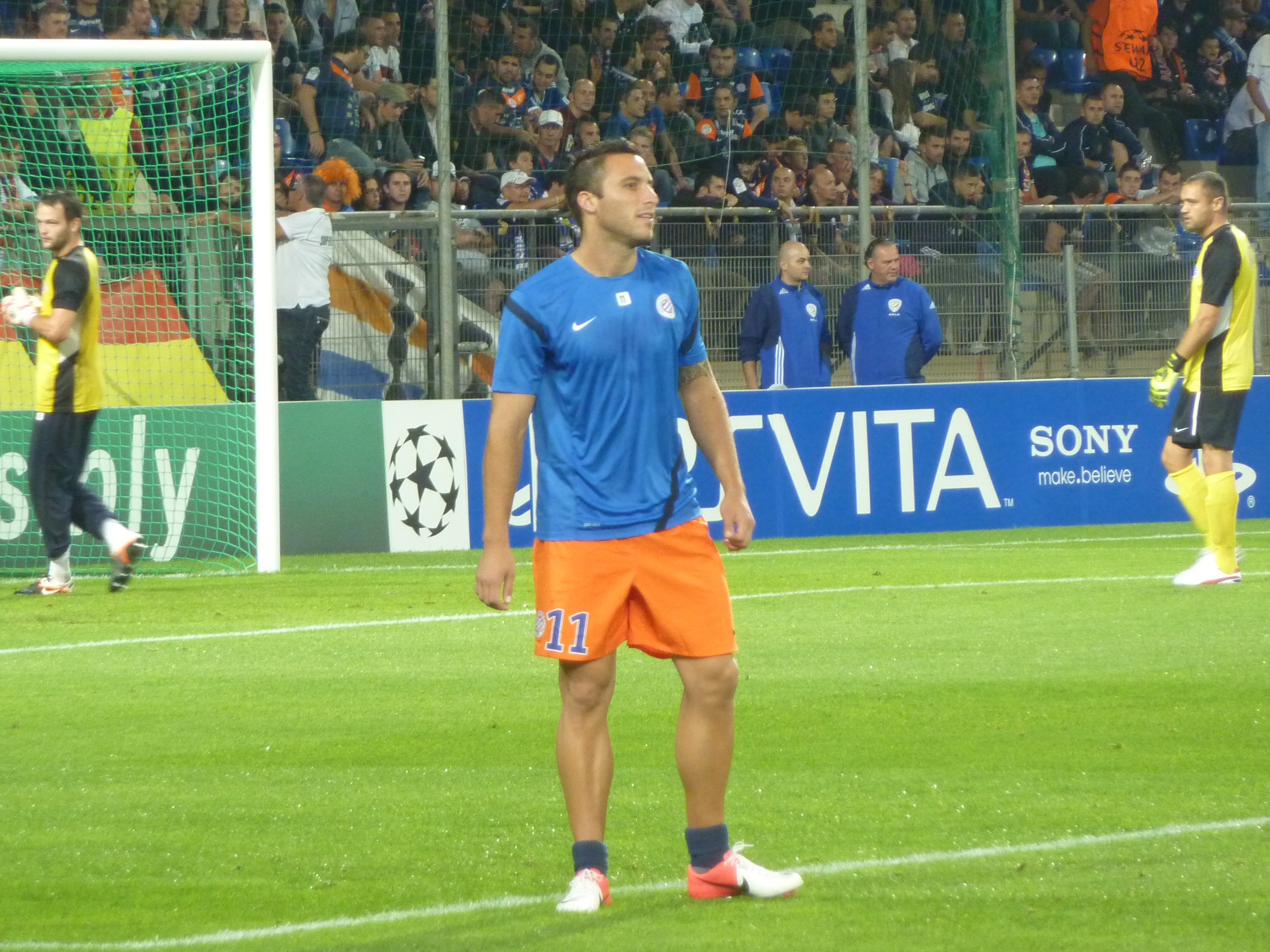
Emanuel Herrera en Ligue des Champions en 2012

Lors de rencontres de préparation pour la saison 2012-2013 du Montpellier HSC, il marque quatre buts en cinq matchs. Le 28 juillet 2012, il fait ses débuts en match officiel avec le club inscrivant un but sur penalty à la 56e minute de jeu lors du Trophée des champions 2012, match cependant perdu aux tirs au but face à l'Olympique lyonnais. Après des débuts prometteurs, il perd sa place de titulaire au profil de l’autre recrue Gaëtan Charbonnier. 
La saison suivante, il ne parvient pas non plus à s'imposer et, en janvier 2014, il est prêté pour six mois au club mexicain de Tigres UANL (Universidad Autónoma de Nuevo León), basé à Monterrey. Pour sa première titularisation, sa deuxième apparition sous ses nouvelles couleurs, il marque un doublé, participant ainsi grandement à la victoire des siens face à Correcaminos (4-0, Copa MX). En fin de saison, il résilie son contrat avec le club montpelliérain puis il s'engage avec le CS Emelec (Équateur).

## Caractéristiques
Emanuel Herrera est un footballeur physique, dribbleur et plutôt rapide, il a pour particularité de marquer l'essentiel de ses buts du pied droit.

## Statistiques
| Saison                 | Club                        | Championnat           | Championnat | Championnat | Coupe nationale | Coupe nationale | Coupe de la Ligue | Coupe de la Ligue | Supercoupe | Supercoupe | Compétition(s) continentale(s) | Compétition(s) continentale(s) | Compétition(s) continentale(s) | Total | Total |
| Saison                 | Club                        | Division              | M.          | B.          | M.              | B.              | M.                | B.                | M.         | B.         | Comp.                          | M.                             | B.                             | M.    | B.    |
| 2008 - 2009            | CA Chacarita Juniors (prêt) | Primera B Nacional    | 2           | 0           | -               | -               | -                 | -                 | -          | -          | -                              | -                              | -                              | 2     | 0     |
| 2009 - 2010            | CS Italiano (prêt)          | Primera B Nacional    | 4           | 0           | -               | -               | -                 | -                 | -          | -          | -                              | -                              | -                              | 4     | 0     |
| 2010 - 2011            | Patronato de Paraná (prêt)  | Primera B Nacional    | 10          | 0           | -               | -               | -                 | -                 | -          | -          | -                              | -                              | -                              | 10    | 0     |
| Sous-total             | Sous-total                  | Sous-total            | 16          | 0           | -               | -               | -                 | -                 | -          | -          | -                              | -                              | -                              | 16    | 0     |
| 2011                   | CD Concepción               | Primera B Chilena     | 35          | 27          | 4               | 2               | -                 | -                 | -          | -          | -                              | -                              | -                              | 39    | 29    |
| 2012                   | CD Unión Española           | Primera División      | 21          | 11          | -               | -               | -                 | -                 | -          | -          | CL                             | 10                             | 5                              | 31    | 16    |
| Sous-total             | Sous-total                  | Sous-total            | 56          | 38          | 4               | 2               | -                 | -                 | -          | -          | -                              | 10                             | 5                              | 70    | 45    |
| 2012 - 2013            | Montpellier HSC             | Ligue 1               | 32          | 6           | 2               | 1               | 3                 | 1                 | 1          | 1          | C1                             | 3                              | 1                              | 41    | 10    |
| juin 2013 - janv. 2014 | Montpellier HSC             | Ligue 1               | 9           | 0           | -               | -               | 1                 | 0                 | -          | -          | -                              | -                              | -                              | 10    | 0     |
| janv. - juin 2014      | Tigres UANL (prêt)          | Liga MX               | 10          | 0           | 7               | 6               | -                 | -                 | -          | -          | -                              | -                              | -                              | 17    | 6     |
| Sous-total             | Sous-total                  | Sous-total            | 51          | 6           | 9               | 7               | 4                 | 1                 | 1          | 1          | -                              | 3                              | 1                              | 68    | 16    |
| 2014                   | CS Emelec                   | Série A               | 17          | 7           | -               | -               | -                 | -                 | -          | -          | CS                             | 8                              | 1                              | 25    | 8     |
| 2015                   | CS Emelec                   | Série A               | 30          | 8           | -               | -               | -                 | -                 | -          | -          | CL+CS                          | 5+4                            | 1+1                            | 39    | 10    |
| 2016                   | CS Emelec                   | Série A               | 11          | 1           | -               | -               | -                 | -                 | -          | -          | CS+CS                          | 1+2                            | 1+1                            | 14    | 3     |
| Sous-total             | Sous-total                  | Sous-total            | 58          | 16          | -               | -               | -                 | -                 | -          | -          | -                              | 20                             | 5                              | 78    | 21    |
| janv. - sept. 2017     | FBC Melgar (prêt)           | Descentralizado       | 21          | 13          | -               | -               | -                 | -                 | -          | -          | CL                             | 6                              | 4                              | 27    | 17    |
| sept. - déc. 2017      | Lobos BUAP (prêt)           | Liga MX               | 6           | 0           | -               | -               | -                 | -                 | -          | -          | -                              | -                              | -                              | 6     | 0     |
| Sous-total             | Sous-total                  | Sous-total            | 27          | 13          | -               | -               | -                 | -                 | -          | -          | -                              | 6                              | 4                              | 33    | 17    |
| 2018                   | Sporting Cristal            | Descentralizado       | 42          | 40          | -               | -               | -                 | -                 | -          | -          | CS                             | 2                              | 3                              | 44    | 43    |
| 2019                   | Sporting Cristal            | Liga 1                | 10          | 5           | -               | -               | -                 | -                 | -          | -          | CL                             | 5                              | 2                              | 15    | 7     |
| 2020                   | Sporting Cristal            | Liga 1                | 32          | 20          | -               | -               | -                 | -                 | -          | -          | CL                             | 2                              | 0                              | 34    | 20    |
| Sous-total             | Sous-total                  | Sous-total            | 84          | 65          | -               | -               | -                 | -                 | -          | -          | -                              | 9                              | 5                              | 93    | 70    |
| 2021                   | Argentinos Jr.              | Primera División      | 14          | 1           | 1               | 0               | -                 | -                 | -          | -          | CL                             | 6                              | 2                              | 21    | 3     |
| 2022 - 2023            | Celaya FC                   | Liga MX               | 21          | 4           | -               | -               | -                 | -                 | -          | -          | -                              | -                              | -                              | 21    | 4     |
| Sous-total             | Sous-total                  | Sous-total            | 35          | 5           | 1               | 0               | -                 | -                 | -          | -          | -                              | 6                              | 2                              | 42    | 7     |
| 2023                   | Universitario               | Liga 1                | 26          | 6           | -               | -               | -                 | -                 | -          | -          | CS                             | 7                              | 2                              | 33    | 8     |
| Total sur la carrière  | Total sur la carrière       | Total sur la carrière | 363         | 149         | 14              | 9               | 4                 | 1                 | 1          | 1          | -                              | 61                             | 23                             | 443   | 183   |

## Palmarès

### En club
| Tigres UANL - Coupe du Mexique (1) : - Vainqueur : 2014 (Clausura). |  | CS Emelec - Championnat d'Équateur (2) : - Champion : 2014 et 2015. |  | FBC Melgar - Torneo de Verano (1) : - Vainqueur : 2017. |  | Sporting Cristal - Championnat du Pérou (2) : - Champion : 2018 et 2020. - Torneo de Verano (1) : - Vainqueur : 2018. |  | Universitario de Deportes - Championnat du Pérou (1) : - Champion : 2023. |

### Distinctions personnelles
- Meilleur buteur de la Primera B Chilena (27 buts) en 2011 avec le CD Concepción.
- Meilleur buteur du championnat du Chili (11 buts) en 2012. (Apertura) avec le CD Unión Española, ex æquo avec Enzo Gutiérrez et Sebastián Ubilla.
- Meilleur buteur du championnat du Pérou en 2018 (40 buts) et 2020 (20 buts) avec le Sporting Cristal.
- Finaliste du Trophée des champions, il est le premier joueur du Montpellier HSC à avoir marqué dans toutes les compétitions jouées sur une saison : Ligue des Champions, Ligue 1, Trophée des champions, Coupe de la ligue, Coupe de France.